# Argue with a Tree…
Argue with a Tree… — первый концертный альбом Blue October, вышедший в 2004 году.

## Об альбоме
Название альбом получил благодаря строчке из песни Weight Of The World, которая ранее нигде не была издана. Песня была записана во время выступления для альбома «Argue with a Tree…», а впоследствии была включена в альбом Approaching Normal.
Концерт был заснят 4 июня 2004 года в театре Lakewood, в городе Даллас. Был издан 15 сентября 2004 года в формате двухдискового CD и формате DVD в США лейблами Brando/Universal Records.
Трек-лист концерта включает песни со всех студийных альбомов Blue October. Кроме того, во время концерта была исполнена неизданная композиция PRN, представляющая собой соло на скрипке в исполнении Райана Делахуси.
«Argue with a Tree…» является единственным релизом Blue October, созданным при участии бас-гитаристки Пайпер Дагнино.

## Список композиций

### CD 1
Все тексты написаны Джастином Фёрстенфелдом, вся музыка написана Blue October.
| №   | Название                              | Длительность |
| --- | ------------------------------------- | ------------ |
| 1.  | «Retarded Disfigured Clown / Amnesia» | 4:59         |
| 2.  | «Independently Happy»                 | 5:25         |
| 3.  | «H.R.S.A.»                            | 4:33         |
| 4.  | «Drop»                                | 4:24         |
| 5.  | «Sexual Powertrip»                    | 3:41         |
| 6.  | «Clumsy Card House»                   | 4:07         |
| 7.  | «Blue Sunshine»                       | 6:13         |
| 8.  | «Balance Beam»                        | 4:01         |
| 9.  | «Quiet Mind»                          | 4:23         |
| 10. | «Inner Glow»                          | 4:17         |
| 11. | «Ugly Side»                           | 5:11         |
| 12. | «Black Orchid»                        | 6:32         |

### CD 2
| №   | Название                                      | Длительность |
| --- | --------------------------------------------- | ------------ |
| 1.  | «For My Brother»                              | 6:22         |
| 2.  | «Breakfast After 10»                          | 5:17         |
| 3.  | «Calling You»                                 | 4:15         |
| 4.  | «Italian Radio»                               | 4:22         |
| 5.  | «Somebody»                                    | 4:25         |
| 6.  | «Razorblade»                                  | 4:37         |
| 7.  | «Chameleon Boy»                               | 6:52         |
| 8.  | «James»                                       | 6:13         |
| 9.  | «Amazing»                                     | 6:30         |
| 10. | «Weight of the World»                         | 4:03         |
| 11. | «PRN»                                         | 5:20         |
| 12. | «Come in Closer (при участии Сайры Альварес)» | 5:12         |
| 13. | «The Sound of Pulling Heaven Down (Акапелла)» | 1:45         |

## DVD
Помимо записи концертного выступления DVD содержит следующие бонусы:
- «Confessionals»: поклонники Blue October делятся историями о том, как музыка группы повлияла на их жизнь. Кроме того, в этой части Джастин Фёрстенфелд рассказывает историю песни James
- «Sidewalk Chalk»: Джастин Фёрстенфелд рассказывает о событиях, которые вдохновили его на написание песен для альбома History for Sale.
- «Soundcheck»: процесс настройки инструментов перед концертом, а также исполнение ранней версии песни She’s My Ride Home с альбома Foiled.
- «Radio»: содержит видеообзор различных выступлений Blue October на радио.
- «Video»: включает видеоклипы на песни Calling You и Razorblade.
- Кроме того, в самом конце концерта можно услышать песню 18th Floor Balcony, не попавшую на CD «Argue with a Tree…». Позднее эта песня появилась на альбоме Foiled.

## Участники записи
Blue October:
- Джастин Фёрстенфелд — стихи, вокал, гитара
- Райан Делахуси — скрипка, мандолина, клавишные, бэк-вокал
- Джереми Фёрстенфелд — барабаны, бэк-вокал
- Си Би Хадсон — гитара, бэк-вокал
- Пайпер Дагнино — бас-гитара, MIDI педали, бэк-вокал

Сессионные музыканты:
- Сайра Альварес — вокал в песне Come in Closer

Продакшн:
- Кинг Холлис — режиссёр
- Дэвид Кастелл — продюсер, сведение, инженеринг звука, звуковое оформление
- Майкл Кейн — исполнительный продюсер
- Майк Свинфорд — исполнительный продюсер
- Дэвид Джек Дэниелс — сведение
- Эдвард П. Харрис — редактор
- Пол Дж. Армстронг — оператор
- Рик Кирхэм — оператор